# Minokąt
Minokąt (PLH060089) – mająca znaczenie dla Wspólnoty ostoja o powierzchni 177,92 ha, włączona do sieci Natura 2000 jako specjalny obszar ochrony siedlisk. Jest położona na granicy województw: podkarpackiego (gmina Narol w powiecie lubaczowskim) i lubelskiego (gmina Bełżec w powiecie tomaszowskim).

## Opis obszaru
Ostoja Minokąt leży na Roztoczu Wschodnim, w wypełnionej zwydmionymi piaskami dolinie pomiędzy wzgórzami kredowymi, na której wykształciły się zbiorniki wodne. Wzgórza porasta grąd Tilio carpinetum oraz grąd z jodłą, niżej wykształciły się bory jodłowe Abietetum polonicum.
Obszar ostoi obejmuje eutroficzne zbiorniki wodne zasiedlone przez zalotkę większą oraz przyległe torfowiska wysokie i torfowiska przejściowe z borami bagiennymi.
Głównym zagrożeniem jest eutrofizacja zbiorników wodnych, zanikanie roślinności zanurzonej i przenikanie zanieczyszczeń z trasy komunikacyjnej. 

## Siedliska
Ostoja Minokąt w 41% pokryta jest lasem iglastym, w 41% lasem mieszanym, w 14% lasem liściastym, a w 4% siedliskami rolniczymi.
Na terenie ostoi stwierdzono występowanie 6 siedlisk przyrodniczych:
- grąd środkowoeuropejski i subkontynentalny (Galio-Carpinetum, Tilio-Carpinetum), obejmujące 25,10% obszaru
- bory i lasy bagienne (brzezina bagienna, Vaccinio uliginosi-Pinetum, Pino) (21,70%)
- starorzecza i naturalne eutroficzne zbiorniki wodne ze zbiorowiskami z Nympheion, Potamion (6,16%)
- żywe torfowiska wysokie z roślinnością torfotwórczą (2,34%)
- wyżynny jodłowy bór mieszany (Abietetum polonicum) (0,91%)
- torfowiska przejściowe i trzęsawiska, przeważnie z roślinnością z klasy Scheuchzerio-Caricetea (0,04%)

## Chronione gatunki zwierząt i roślin
Na terenie ostoi występują objęte ochroną gatunkową (na mocy dyrektywy siedliskowej lub prawa polskiego):
- zwierzęta:
  - zalotka większa
- rośliny:
  - rosiczka długolistna
  - grzybienie białe
  - jeżogłówka najmniejsza

## Inne formy obszarowej ochrony przyrody
81,37% obszaru ostoi położone jest w obrębie Roztoczańskiego Obszaru Chronionego Krajobrazu, w tym 12,98% zajmuje rezerwat przyrody Minokąt.
Ostoja położona jest na obszarze specjalnej ochrony ptaków Roztocze (PLB060012).